# Canterbury stift
Canterbury stift (engelska: Diocese of Canterbury) är ett stift inom Engelska kyrkan, som omfattar östra delen av grevskapet Kent, från Maidstone till Thanet, från Isle of Sheppey till Romney Marsh. Stiftet är ärkestift för Canterbury kyrkoprovins. Domkyrka och biskopssäte är Kristi katedral och metropolitkyrka i Canterbury, vanligen kallad Katedralen i Canterbury.
Stiftets förste biskop var Augustinus av Canterbury. Hans missionsresa till England var visserligen inte den första, men genom den samlades kyrkan i Storbritannien och fick fäste på ön. Katedralen i Canterbury kom därför så småningom att bli moderkyrka för kyrkoprovinsen, Engelska kyrkan och hela den Anglikanska kyrkogemenskapen.

## Historik

### Sankt Augustin, Grundandet av stiftet
Kristendomen kom till England under 300-talet, med Roms invasion av Storbritannien. Den organiserade kyrkan lämnar bland annat spår av sig genom att tre engelska biskopar deltog i konsiliet i Arles. När Rom lämnade England 410 e.Kr. och anglosaxare övertog delar av landet övergick befolkningen där till hedendom igen. De skriftliga källorna om det kristna inflytande som fanns kvar i England är få, men tonvikten går från biskopar till kloster och ett inflytande från irländska munkar.
När påve Gregorius den store år 595 e.Kr. beslutade att sända missionärer till England för att kristna kung Ethelbert och kungadömet Kent fanns det alltså redan kristna på ön. Kung Ethelbert var också gift med en frankisk kvinna, drottning Bertha, som själv var kristen. När benediktinermunken Augustinus och hans fyrtiotal missionärer anlände till Kent 597 e.Kr. togs de emot av kungaparet, och lät dem använda Berthas kapell som sin kyrka.
Augustinus lämnade snart kapellet för att bygga en katedral. Gregorius den store hade utsett Augustinus till ärkebiskop och primas över det engelska prästerskapet, men vid flera möten vägrade de keltiska biskoparna att acceptera detta. Trots det räknas grundandet av katedralen i Canterbury som grunden för kyrkan i England, och det har firats mässa vid katedralen allt sedan dess.
Den första katedralen låg under långskeppet i dagens katedral, men dess utseende är i stort sett okänt. Anglosaxare utökade Augustinus katedral, men den förstördes i en brand 1067. Normander byggde den nya kyrkan under 1070-talet, och 1077 förklarade ärkebiskop Lanfranc att den nya kyrkan var nästan perfekt.

### Thomas Becket
Thomas Becket var ärkebiskop i Canterbury 1162 - 1170, då han mördades i katedralen. Becket hade en lång relation till kung Henrik II av England, och tjänade bland annat som hans lordkansler. Becket ansvarade bland annat för skatteindrivning församlingar, kloster och biskopar. När han vigdes till ärkebiskop avsade han sig kanslerposten, och började i stället arbeta för kyrkans självständighet. Schismen mellan Becket och kungen handlade i huvudsak om vem som stod överst, Kyrkan eller Kronan.
Den 29 december 1170 mördades Becket av fyra riddare som uppfattat att kungen ville att det skulle ske. Mordet skedde inne i katedralen. Martyrkulten började omgående, och redan 1173 kanoniserades Becket av påve Alexander III. Helgongraven fanns i katedralen och blev vallfärdsmål för pilgrimer.

### Reformationen
I samband med engelska reformationen förändrades stiftets situation. Munkklostret vid katedralen upplöstes 1540. I stället bildades ett kapitel vid katedralen, med ansvar för gudstjänsterna och själva byggnaden. Den styrformen kvarstår än i dag. Henrik VIII av England lät också hämta och förstöra kvarlevorna av Thomas Becket, då denne var en tydlig symbol för Roms överhöghet och helt motsade Henriks reformation.

## Organisation

### Ärkebiskopen av Canterbury

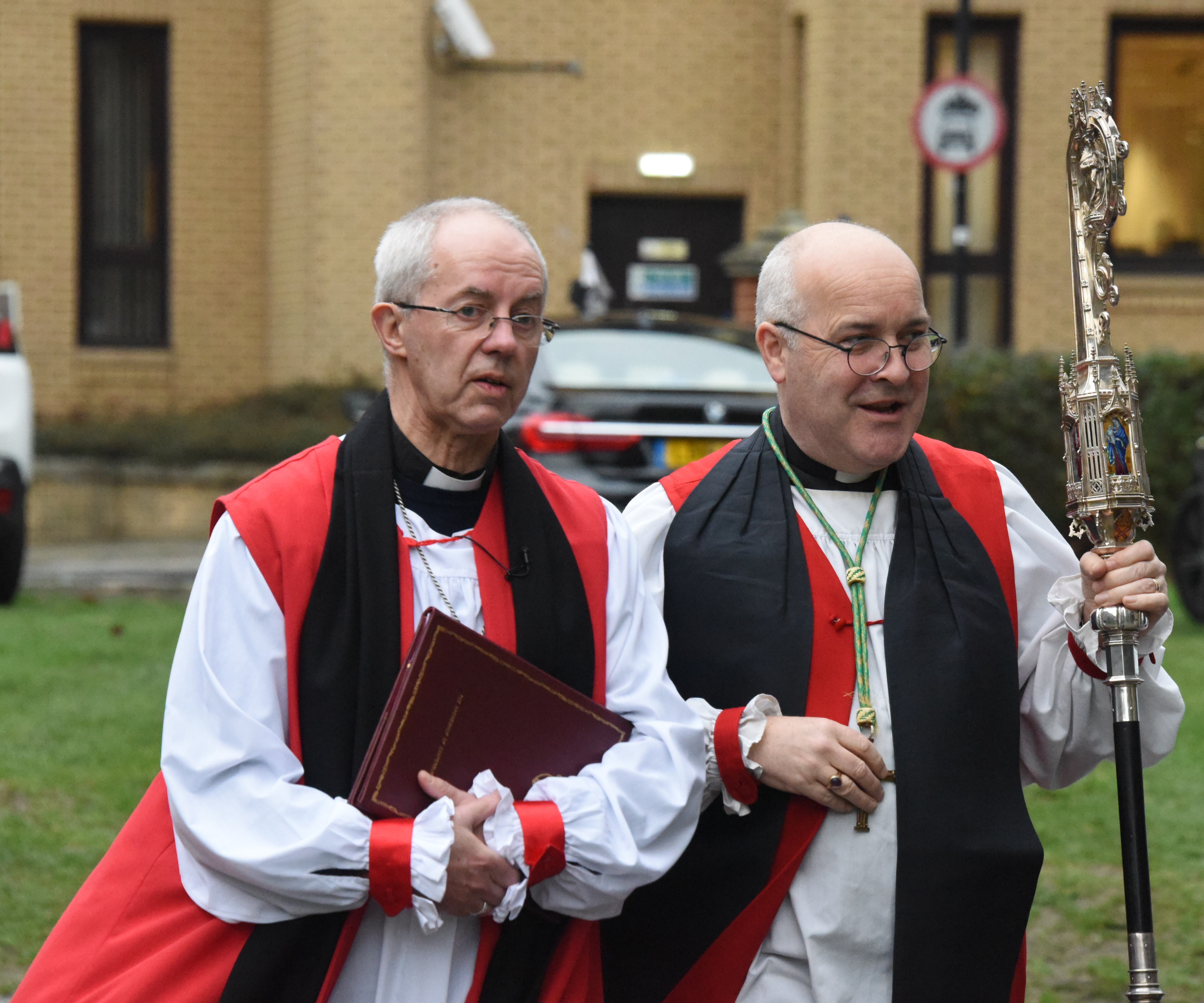
Ärkebiskopen av Canterbury, Justin Welby, och ärkebiskopen av York, Stephen Cottrell.

Ärkebiskopen av Canterbury är stiftsbiskop i Canterbury stift, och utövar den pastorala tillsynen av stiftet. Till hjälp finns en suffraganbiskop, biskopen av Dover, som ansvarar för merparten av det dagliga arbetet i stiftet.
Ärkebiskopen är också metropolit för Canterbury kyrkoprovins, som omfattar 2/3 av stiften i England. Metropolit för Yorks kyrkoprovins är ärkebiskopen av York, och tillsammans leder de båda ärkebiskoparna Engelska kyrkans generalsynod. Av de två är Canterbury den främste, och tituleras primas för hela England. I den rollen är ärkebiskopen Engelska kyrkans främsta företrädare.
Ärkebiskopen är ex officio en av 26 Lords Spiritual i det brittiska parlamentets överhus, House of Lords.
Ärkebiskopen av Canterbury är också andlig ledare och den främste av biskoparna i Anglikanska kyrkogemenskapen. Ämbetet är utpekat som ett av de fyra instrument som håller samman kyrkogemenskapen, och spelar en central roll för de tre andra instrumenten. Ärkebiskopen leder nämligen primasmötet där de nationella kyrkornas ledare samlas, kallar alla kyrkornas biskopar till Lambethkonferensen, och ansvarar för Anglikanska Konsultativa Rådet (Anglican Consultative Council) där lekmän, diakoner, präster och biskopar samlas. 
Justin Welby är den nuvarande och 105:e ärkebiskopen av Canterbury. Han installerades den 21 mars 2013. Den 12 november 2024 meddelade han att han avser att avgå från ämbetet, men att en tidplan för avgången ännu saknas.

### Biskopen av Dover

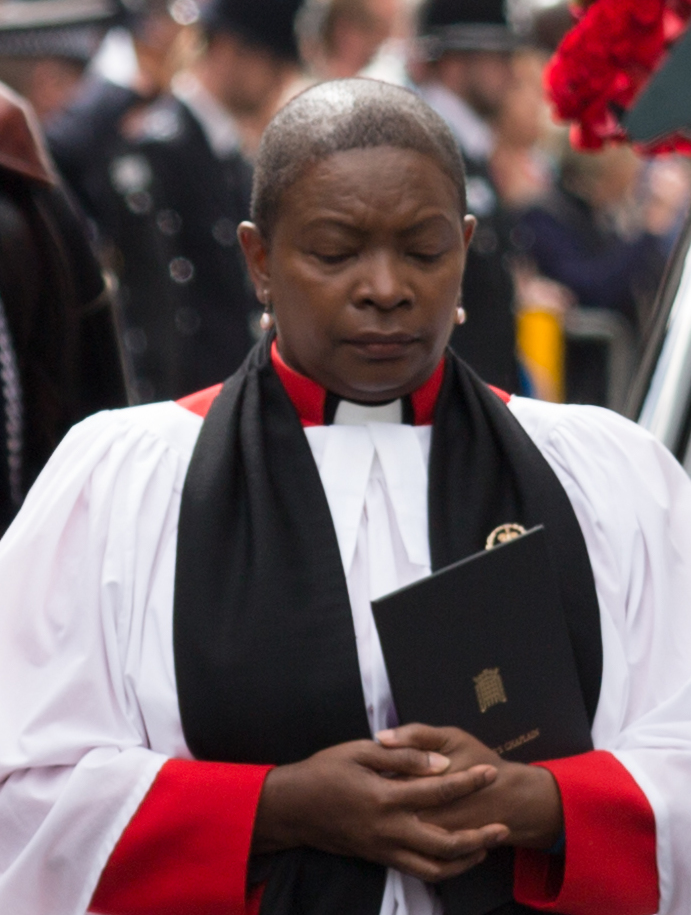
Rose Hudson-Wilkin, biskop av Dover, är ärkebiskopens ställföreträdare i stiftet.

Biskopen av Dover är suffraganbiskop i stiftet. Då ärkebiskopens roll i den nationella och internationella kyrkogemenskapen tar en stor del av hans tid i anspråk, har biskopen av Dover i allt väsentligt samma roll som en stiftsbiskop. Det görs ingen geografisk uppdelning mellan de båda.
Den nuvarande biskopen av Dover Rose Hudson-Wilkin biskopsvigdes den 19 november i Sankt Paulskatedralen, och installerades som biskop av Dover den 30 november 2019. Hon är den första svarta kvinna som tjänstgör som biskop i Engelska kyrkan. 

### Biskopen vid Lambeth
Som antyds av titeln är biskopen vid Lambeth inte knuten till något stift, utan till ärkebiskopens residens i London, Lambeth Palace. Vanligtvis utses en erfaren biskop till uppdraget, som innebär att vara den biskopsvigda stabschefen vid Lambeth Palace. Även om uppdraget inte är knutet till Canterbury stift ersätter biskopen vid Lambeth ärkebiskopen i vissa uppgifter.
Det är ärkebiskopen som har tillsyn över Engelska kyrkan inom Storbritanniens väpnade styrkor. Till sin hjälp utser ärkebiskopen biskopen vid Lambeth till biskop till de väpnade styrkorna (bishop to the Forces). Vidare är ärkebiskopen ex officio biskop av Falklandsöarna, men utser biskopen vid Lambeth som sin kommissarie. Formellt tituleras ärkebiskopen biskop av Falklandsöarna medan kommissarien är biskop för Falklandsöarna.
Biskopen vid Lambeth ansvarar också för ärkebiskopens förberedelser för generalsynoden och i biskoparnas hus av generalsynoden.
Från juni 2021 har biskopen vid Lambeth fått en ny benämning, nämligen biskop för ärkebiskoparna av Canterbury och York.

### Övriga suffraganbiskopar
Från 1992 respektive 2014 tillåter Engelska kyrkan prästvigning och biskopsvigning av kvinnor. Parallellt har kyrkan även erbjudit lösningar för församlingar som av teologiska skäl inte vill betjänas av en kvinnlig präst eller stå under en kvinnlig biskop. Systemet kallas alternativ episkopal tillsyn (engelska Alternative Espicopal Oversight, AEO), och är utformat så att församlingens kyrkoråd kan begära att ställas under en biskop som delar församlingens ämbetssyn.
De biskopar som ansvarar för den alternativa tillsynen kallas Provincial Episcopal Visitors (PEV) och är verksamma i flera stift. Från början betjänade de främst anglo-katolska församlingar. Sedan kvinnor börjat biskopsvigas tillsattes även en biskop med inriktning mot konservativt evangelikalt troende församlingar. Formellt är tre av dessa biskopsvisitatorer suffraganbiskopar till biskopen av Canterbury, nämligen:
- biskopen av Ebbsfleet, med tillsyn över västra delen av Canterbury kyrkoprovins, nämligen Bath och Wells, Birmingham, Bristol, Coventry, Derby, Exeter, Gloucester, Lichfield, Oxford, Salisbury, Truro och Worcester stift.[16]
- biskopen av Richborough, med tillsyn över östra delen av Canterbury kyrkoprovins, nämligen Canterbury, Chelmsford, Ely, Guildford, Saint Edmundsbury och Ipswich, Leicester, Lincoln, Norwich, Peterborough, Portsmouth, Rochester, Saint Albans och Winchester stift samt stiftet i Europa.[17]
- biskopen av Maidstone, med tillsyn över församlingar med konservativ evangelikal syn i ämbetsfrågan, i både Canterbury och Yorks kyrkoprovins.[18]

Det är dock uttalat att dessa tre biskopar inte förväntas delta i stiftets verksamhet, och de har inte säte i stiftssynoden.

### Indelning
Stiftet är indelat i tre ärkediakonat, som leds av en ärkediakon. Varje ärkediakonat är i sin tur indelat i fem dekanat. Dekanaten leds av en präst som kallas Area Dean (dekan), och en synod bestående av dekanatets präster samt valda lekmän från alla församlingar i området.
| Stift Diocese    | Ärkediakonat Archdeaconries | Dekanat Deaneris, Rural Deaneries |
| ---------------- | --------------------------- | --------------------------------- |
| Canterbury stift | Archdeaconry of Canterbury  | Deanery of Canterbury             |
| Canterbury stift | Archdeaconry of Canterbury  | Deanery of East Bridge            |
| Canterbury stift | Archdeaconry of Canterbury  | Deanery of Reculver               |
| Canterbury stift | Archdeaconry of Canterbury  | Deanery of Thanet                 |
| Canterbury stift | Archdeaconry of Canterbury  | Deanery of West Bridge            |
| Canterbury stift | Archdeaconry of Ashford     | Deanery of Ashford                |
| Canterbury stift | Archdeaconry of Ashford     | Deanery of Dover                  |
| Canterbury stift | Archdeaconry of Ashford     | Deanery of Elham                  |
| Canterbury stift | Archdeaconry of Ashford     | Deanery of Romney and Tenterden   |
| Canterbury stift | Archdeaconry of Ashford     | Deanery of Sandwich               |
| Canterbury stift | Archdeaconry of Maidstone   | Deanery of Maidstone              |
| Canterbury stift | Archdeaconry of Maidstone   | Deanery of North Downs            |
| Canterbury stift | Archdeaconry of Maidstone   | Deanery of Ospringe               |
| Canterbury stift | Archdeaconry of Maidstone   | Deanery of Sittingbourne          |
| Canterbury stift | Archdeaconry of Maidstone   | Deanery of Weald                  |

### Stiftssynod
I Engelska kyrkan är det biskopen som styr stiftet, med råd och samtycke av representanter för stiftets präster och lekmän, samlade i stiftssynoden (eng. Diocesan Synod). Synoden diskuterar de ärenden som rör stiftet eller som biskopen eller Generalsynoden lägger fram för beslut. Det är också stiftssynoden som beslutar om budget och godkänner redovisningen av stiftets ekonomiska förvaltning. Däremot kan stiftssynoden inte formulera kyrkans tro eller lära, det ansvaret vilar på Generalsynoden.
I Canterbury stift består stiftssynoden av cirka 180 ledamöter, där merparten väljs av ärkediakonaten vart tredje år medan några ledamöter deltar ex officio eller väljs in av stiftssynoden själv eller av biskopen. Synoden är indelad i biskoparnas, prästernas och lekmännens hus. I huvudsak samlas alla ledamöter gemensamt och beslut fattas med enkel majoritet. Vissa frågor kräver dock majoritet i vart och ett av husen, och när frågor berör präster och lekmän på olika sätt kan husen också hålla separata samlingar och omröstningar. Biskopen har möjlighet att utöva veto i de flesta av synodens beslut.

### Biskopens råd
Biskopens råd är ett rådgivande organ för stiftsbiskopen och en permanent kommitté för stiftssynoden. Rådet bereder ärenden och planerar stiftssynodens möten, verkställer synodens beslut, och fattar beslut i dess ställe när synoden inte sammanträder. Ärkebiskopen diskuterar frågor om stiftets ledning med rådet. Rådet kan också utse ledamöter och representanter i andra kommittéer och grupper, och formulerar policy för stiftets inre liv och verksamhet.
Biskopens råd ska inte blandas samman med Ärkebiskoparnas råd (Archbishops' Council), som är gemensamt för ärkebiskoparna av Counterbury och York och fungerar som en permanent kommitté till generalsynoden.

### Ekonomi
Canterbury stifts ekonomi hanteras genom en separat juridisk person, The Canterbury Diocesan Board of Finance. Ärkebiskopens råd utgör styrelse medan stiftssynoden utgör medlemmar i organisationen. Den dagliga ledningen utövas av biskopen av Dover, tillsammans med chefstjänstemän och i samråd med Ärkebiskopens råd.
Canterbury Diocesan Board of Finance omsätter ca 10,9 miljoner pund årligen. Av kostnaderna utgörs cirka 36 % av löner och ytterligare 13 % av bostäder för anställda. Stiftets tillgångar uppgick till närmare 83 miljoner pund, och består framför allt av prästbostäder och övriga fastigheter. Av eget kapital utgörs cirka 83 % av stiftelsekapital (Endowment). Därutöver finns bundna och reserverade medel. Ungefär 15 % utgörs av fritt eget kapital, men även här är merparten avsatt för särskilda ändamål.

## Kyrkor och byggnader

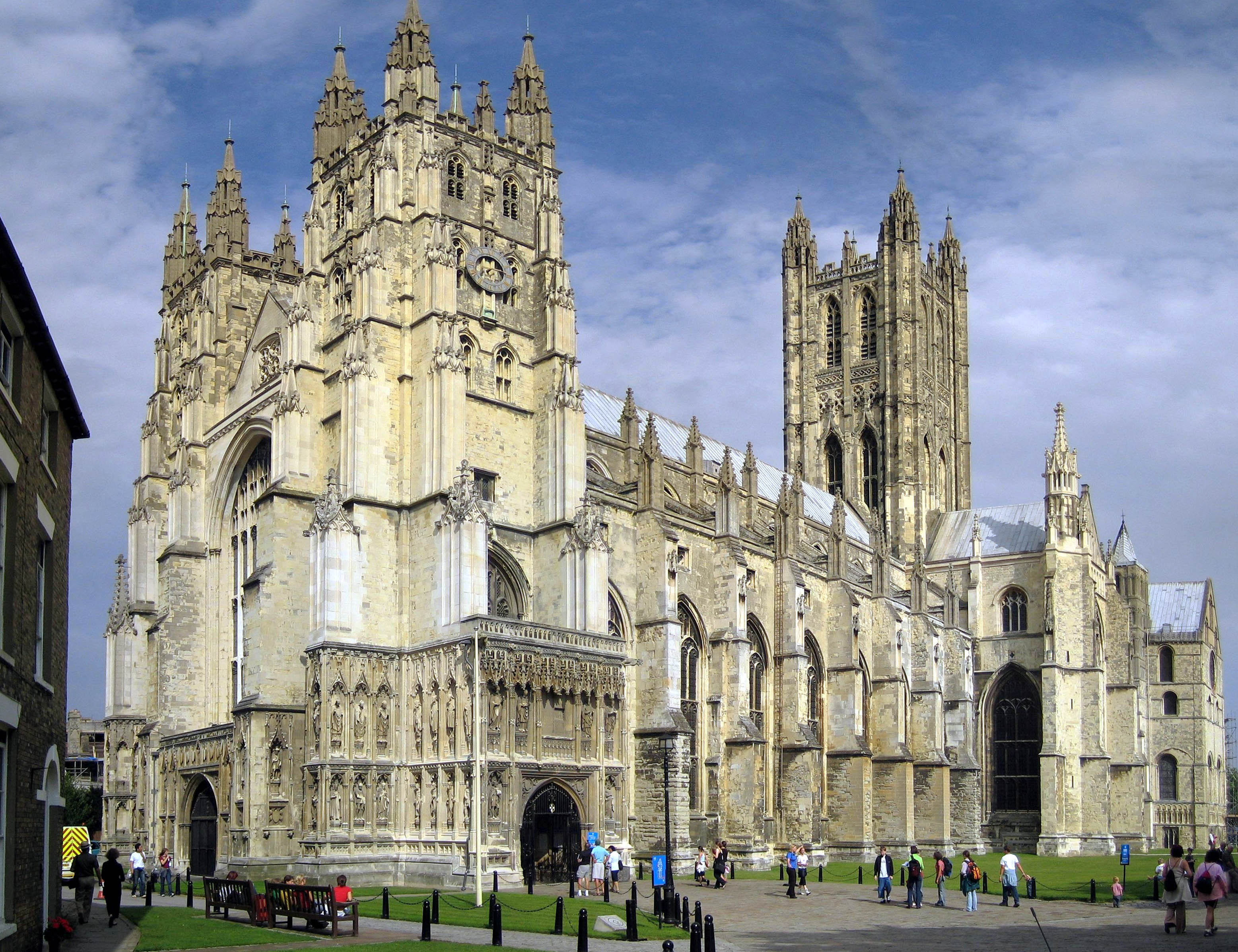
Katedralen i Canterbury sedd från sydväst.

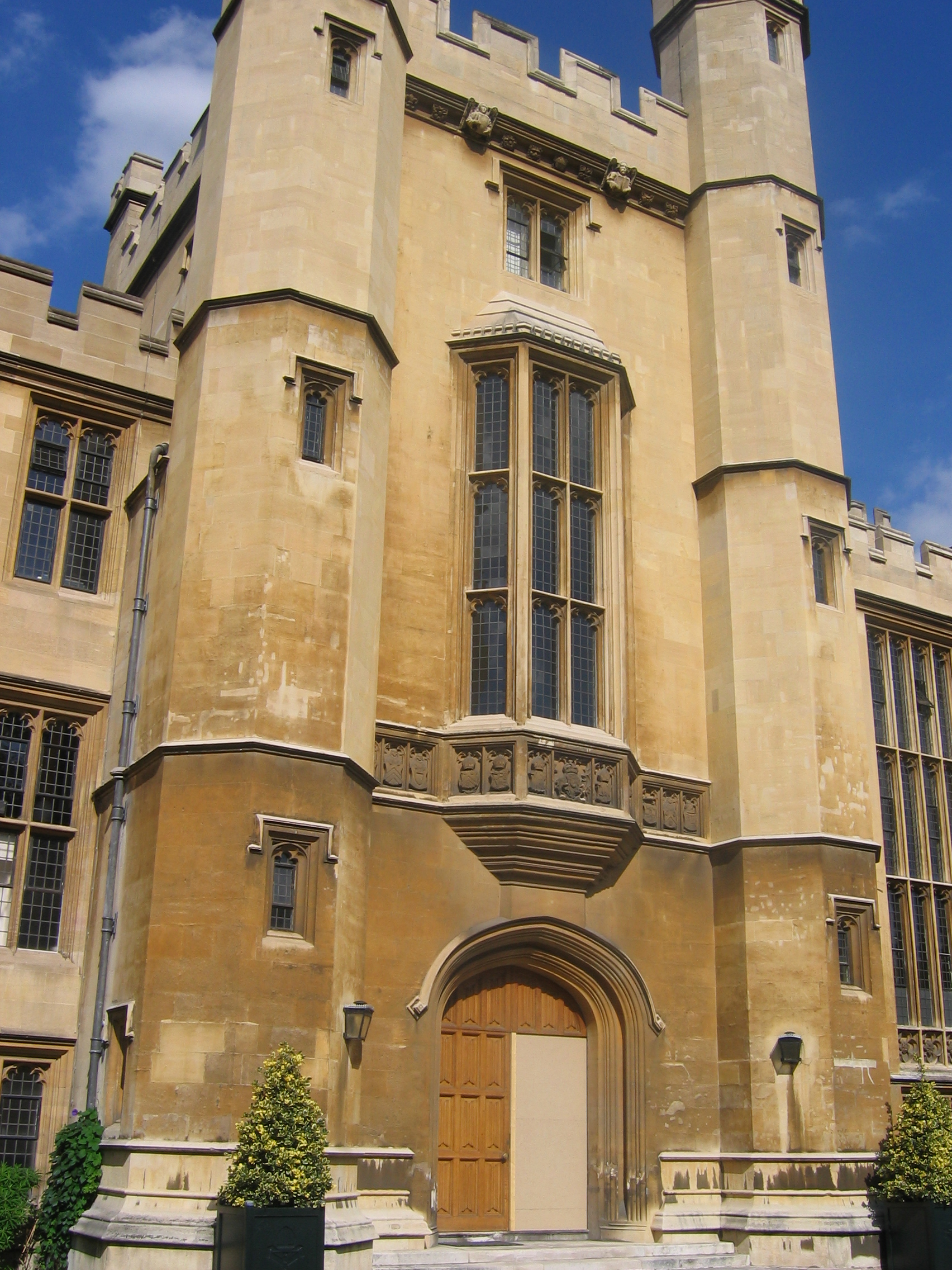
Ingången till Lambeth Palace.

### Katedralen i Canterbury, stiftets domkyrka
Katedralen i Canterbury, formellt Kristi katedral och metropolitkyrka i Canterbury, (engelska: Canterbury Cathedral, Cathedral and Metropolitical Church of Christ at Canterbury) är stiftets domkyrka. Som biskopssäte för ärkebiskopen av Canterbury är katedralen "moderkyrka" för Canterbury stift, Canterbury kyrkoprovins, Engelska kyrkan och Anglikanska kyrkogemenskapen. Samtidigt är katedralen även församlingskyrka för Canterbury församling.

### Lambeth Palace
Lambeth Palace är ärkebiskopens av Canterbury officiella residens i London, på Themsens södra strand, snett mitt emot Westminsterpalatset där Storbritanniens parlament. Egendomen köptes av ärkebiskopen av Canterbury runt år 1200 e.Kr. Palatset, som består av ett antal sammanbyggda byggnader, har högt arkitektoniskt värde och innehåller delar i gotik och tudorstil.
Lambeth Palace är utgångspunkten för ärkebiskopens av Canterbury tjänst, gudstjänstliv och representation. Palatsets bibliotek är öppet för allmänheten, och innehåller den största samlingen religiös litteratur utanför Vatikanbiblioteket.

### Old Palace
Old Palace är ärkebiskopens av Canterbury officiella residens i Canterbury, belägen på katedralsområdet. Egendomen började bebyggas av ärkebiskop Lanfranc på 1000-talet, och var från 1200-talet en betydande anläggning. Efter Engelska inbördeskriget på 1650-talet förstördes stora delar av byggnaderna, och idag återstår en portbyggnad samt ett antal mindre byggnadselement från medeltiden.
Även biskopen av Dover använder Old Palace som sitt officiella residens.

### Saint Martin's Church, Englands äldsta församlingskyrka
Saint Martin's Church i Canterbury är det kapell som Sankt Augustinus fick använda vid sin ankomst till England 597 e.Kr. och som egentligen var privatkapell för drottning Bertha av Kent. Kyrkan är idag den äldsta i England som fortfarande är i bruk som församlingskyrka. I kyrkan finns så väl romerskt tegel som återanvänt stenmaterial (så kallat spolia) från romerska byggnader.